# Tairona (Volk)

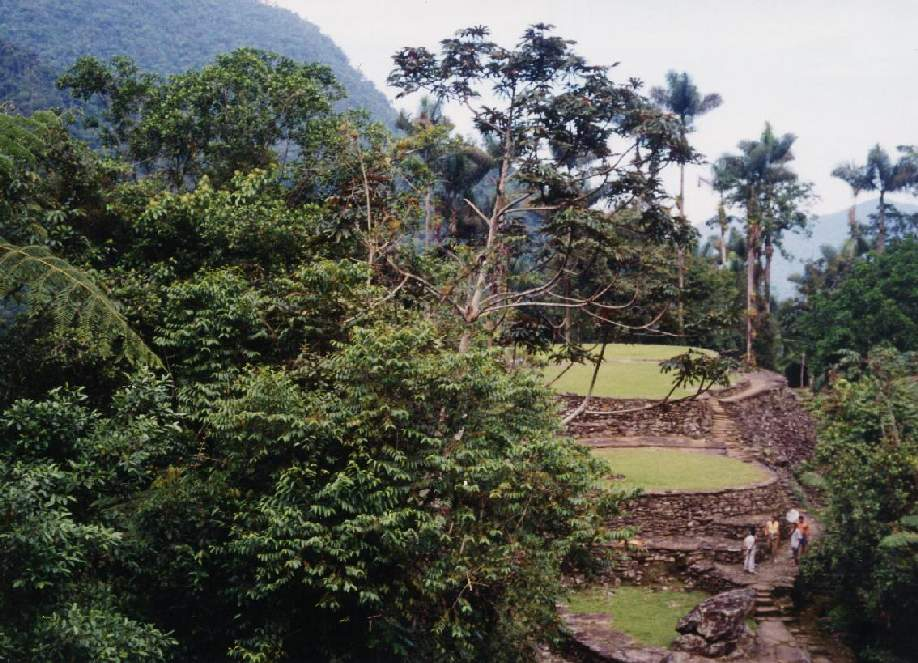
Ciudad Perdida, zentraler heiliger Platz

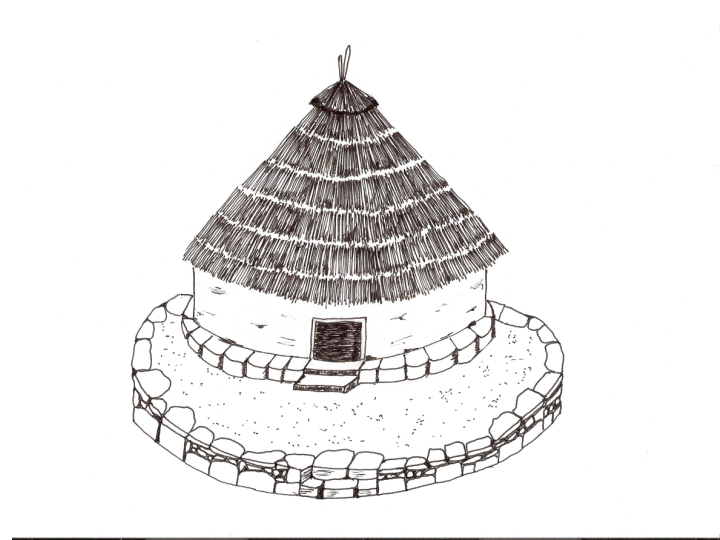
Wohnhaus der Tairona auf Wohnplattform

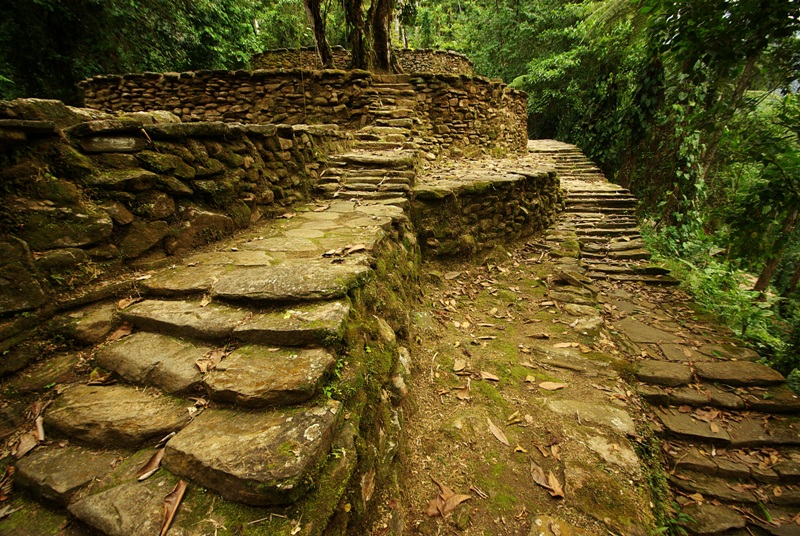
Wegenetz in Ciudad Perdida

Die Tairona waren ein präkolumbisches Volk mit einer entwickelten Kultur auf dem Gebiet der heutigen Provinzen La Guajira und Magdalena in der Republik Kolumbien.

## Frühe Kulturphase
Die Tairona und die Chibcha waren späte präkolumbianische Kulturen, die noch zur Zeit der spanischen Eroberung existiert haben. Der erste Bericht über die Tairona ist in der Reisebeschreibung De Orbe Novo des Historikers Pedro Martyr d’Anghiera (1457–1526) enthalten.
Bis etwa 800 n. Chr. lebte das Volk in kleinen, verstreuten Dörfern in der Küstenregion. In der Nähe des Küstenortes Nahuange in Kolumbien wurde 1922 ein Grabhügel mit Goldobjekten aus dem 6. oder 7. Jahrhundert n. Chr. entdeckt. Neuere Datierungen an archäologischen Fundstellen reichen bis in das 2. Jahrhundert v. Chr. zurück.

## Urbane Kultur
Vom 9. Jahrhundert an zogen sich die Tairona aus unbekannten Gründen immer mehr in die unzugänglichen Bereiche der Sierra Nevada de Santa Marta zurück und bauten, beginnend ab etwa 1000 n. Chr., rund 200 Terrassenstädte in Höhenlagen von 900 bis 1200 Metern. 
Die Tairona bildeten keine Nation im heutigen Sinne, sondern ein Netzwerk von verstreuten Städten. Die Städte waren mit einem durchdachten System von gepflasterten Wegen, Brücken, Stegen und Treppenanlagen erschlossen und miteinander verbunden. Jede in sich unabhängige Stadt, um die sich jeweils kleinere Siedlungen kumulierten, unterstand einem Warlord. Die streng hierarchisch gegliederte Gesellschaft wurde von einer einflussreichen Priesterkaste dominiert.
Für die Anlage der Siedlungen wurde das steile Terrain nivelliert und man errichtete kunstvoll aus Steinen gesetzte Terrassen. Auf diesen erhöhten Plattformen erhoben sich palmblattgedeckte Rundhäuser aus Holz für die Großfamilien. Die Bauten aus vergänglichen Materialien sind längst nicht mehr vorhanden, heute sind nur noch die charakteristischen runden Hausplattformen sichtbar. Aus der Lage von archäologischen Fundstücken kann man schließen, dass die Häuser in Bereiche für Frauen und Männer getrennt waren. Im Frauenbereich, eher am Rand des Hauses, fanden sich die Feuerstellen sowie Hausgeräte: Kochtöpfe, Krüge und Mahlsteine. Im Männerbereich traten Steinäxte, Zeremonialgegenstände und Gewichte für Fischernetze zutage. Neben den Wohnhäusern, deren Terrassen ca. 6 bis 7 m Durchmesser hatten, gab es wesentlich größere Zeremonienhäuser mit mehreren Eingängen, Treppen, Säulen sowie Steintischen und -bänken. Unter den ausgegrabenen Zeremonialgegenständen befanden sich Steinzepter und -äxte, Gabelstäbe sowie sogenannte „Placas Sonajeras“ (dt.: rasselnde Scheiben), seltsame propellerförmige Anhänger aus poliertem Stein, deren Zweckbestimmung unbekannt ist.
Zu jeder Siedlung gehörten aufwendig terrassierte, be- und entwässerte Felder. Die Drainage erfolgte über kunstvoll angelegte unterirdische Kanäle, mit Stein ausgekleidete Gräben und Sammelbecken. Angebaut wurden hauptsächlich Mais, Bohnen, Maniok, Chilischoten, Süßkartoffeln und Baumwolle.
Zentrum der urbanen Kultur war Ciudad Perdida (dt.: verlorene Stadt), die auf ihrem Höhepunkt im 16. Jahrhundert etwa 2.500 Einwohner hatte und ca. 13 Hektar umfasste. Weitere, archäologisch teilweise erforschte Städte der Tairona sind das nahe der Küste gelegene Pueblito im Departamento de Córdoba und Chengue, im heutigen Parque Nacional Natural Tairona an der Bahía de Chengue.
Nach Berichten der Spanier waren bei den Tairona verschiedene Formen der Bestattung üblich, sowohl das Trocknen und Räuchern der Leiche als auch das Aussetzen in Höhlen mit anschließendem Zweitbegräbnis der Knochen in Bestattungsurnen.

## Kunst und Kunsthandwerk

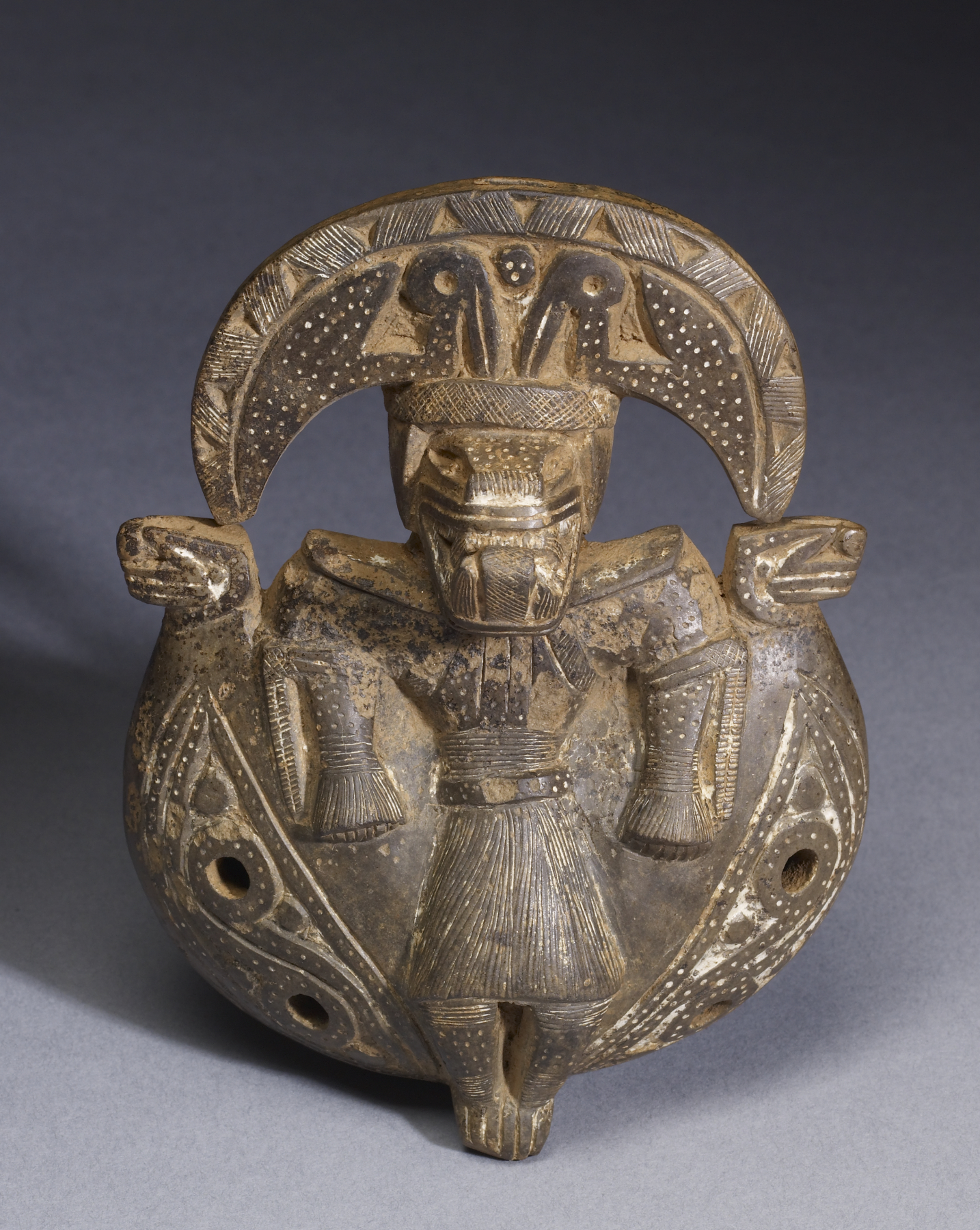
Gefäßflöte, Tairona-Keramik

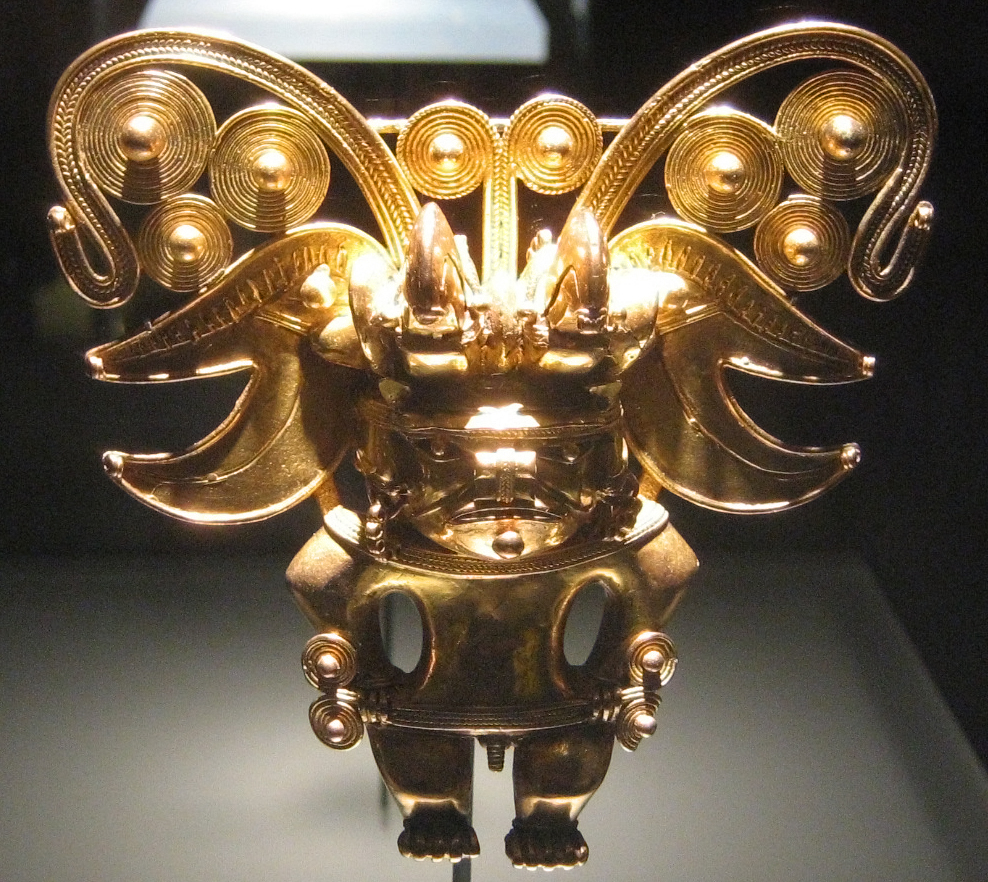
Goldarbeit der Tairona

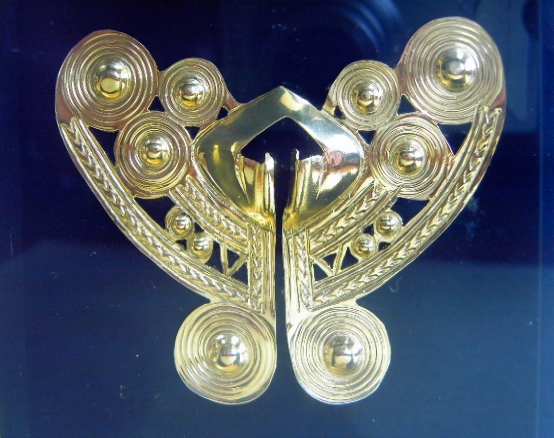
Nasenschmuck der Tairona

Die Tairona stellten hochentwickelte Töpferwaren her. Kennzeichnend für die Tairona-Keramik sind eingeritzte und mit weißer Farbe hervorgehobene Muster auf dunkel gefärbtem Ton. Besonders bekannt sind die mit Gesichtern kunstvoll verzierten, ungefähr einen Meter hohen Graburnen.
Auf einem ästhetisch und kunsthandwerklich sehr hohen Niveau befanden sich die Goldarbeiten. Gold galt als Fruchtbarkeitssymbol, dessen von der Sonne übernommene Kraft auf den Träger übergeht. Im Gegensatz zu anderen vorkolumbianischen Kulturen war Goldschmuck – meist handelte sich jedoch um Tumbaga – nicht nur Würdenträgern vorbehalten, sondern durfte von jedermann getragen werden.
Unter den erhaltenen Kunstwerken sind menschliche Gestalten mit tierischen Attributen, z. B. zoomorphe Kombinationen aus zwergenhaften Menschengestalten und Fledermäusen (möglicherweise Priester mit Kopfschmuck und Masken darstellend) sowie Vogelmotive besonders häufig. Ein charakteristisches, regelmäßig auftretendes grafisches Muster auf den Goldarbeiten ist die Spirale. Der meisterhaft verarbeitete Schmuck wurde im Wachsausschmelzverfahren in der verlorenen Form hergestellt, aber auch gehämmert, getrieben und gelötet. Besonders schöne Goldartefakte der Tairona sind heute im Museo del Oro in Bogotá und im Metropolitan Museum of Art in New York City ausgestellt.

## Spanische Eroberung
Dem Eindringen der Spanier im 16. Jahrhundert setzten die kriegerischen Tairona heftigen Widerstand entgegen und lehnten das Christentum ab. Um 1630 waren jedoch auch die entlegensten Städte erobert. Unmittelbar danach begann die systematische, rücksichtslose Suche nach Goldobjekten und die Plünderung der Siedlungen und Grabstätten. Die Spanier schmolzen die gefundenen Kunstwerke ein. Die wenigen Überlebenden Tairona zogen sich in noch unzugänglichere Bergregionen der Sierra Nevada de Santa Marta zurück. Ihre Nachfahren bilden heute das Volk der Kogi.